# LEW DE-I-PA
As locomotivas diesel-elétricas DE-I-PA foram compradas junto à LEW, empresa estatal da Alemanha Oriental, entre 1967 e 1968, pela Companhia Paulista de Estradas de Ferro e foram utilizadas para manobras e em trens de serviço.
Vieram 36 locomotivas (B-B) deste modelo com potência de 1050 HP.
As locomotivas da Paulista diferiam das da Sorocabana por não possuírem freio dinâmico, feixes de mola abaixo dos eixos, os respiros no teto eram em forma de tigela invertida e nas laterais do chassi havia 3 rasgos na altura da cabine.
Atualmente, algumas unidades pertencem à frota de veículos de manutenção da CPTM.